# Dukono
Dukono és un volcà actiu situat a la part nord de l'illa de Halmahera, a Indonèsia. S'alça fins als 1.335 msnm i té un perfil ampli, amb un cim coronat per cràters compostos. La principal erupció documentada en temps històrics va tenir lloc el 1550. Va ser una erupció d'índex 3 de l'Índex d'explosibilitat volcànica, en què una colada de lava va omplir el terreny entre el volcà i el con nord del Gunung Mamuya. Es van informar de defuncions, però es desconeix la xifra. Posteriors erupcions més petites van tenir lloc el 1719, el 1868, el 1901 i el 2021.